# DPRAM
Pour les articles homonymes, voir RAM.
 (novembre 2013).
Si vous disposez d'ouvrages ou d'articles de référence ou si vous connaissez des sites web de qualité traitant du thème abordé ici, merci de compléter l'article en donnant les références utiles à sa vérifiabilité et en les liant à la section « Notes et références ».
La DPRAM (de l'anglais Dual Ported Random Access Memory  signifiant "mémoire vive à double accès") est un type de mémoire vive à port double en lecture qui permet, de ce fait, des accès multiples quasi simultanés, en entrée et en sortie, contrairement à la SRAM (de l'anglais Static Random Access Memory) qui ne permet qu'un accès à la fois.

## Description
La mémoire DPRAM possède deux accès en lecture mais un seul accès en écriture pour éviter tout conflit d’accès, entre autres, dans le cas de microprocesseur multi-cœur.

## Utilisation
La mémoire vidéo (VRAM) est un type commun de DPRAM. Cette mémoire est principalement utilisée comme mémoire vidéo, permettant au microprocesseur de stocker une image en même temps que l'équipement vidéo l'affiche sur l'écran.
À l'exception de la RAM vidéo, la plupart des autres types de DPRAM sont basés sur la technologie SRAM.
La plupart des microprocesseurs ont un banc de registres qui est en fait une petite mémoire DPRAM.